# Pavletits Béla
Pavletits Béla (Debrecen, 1977. május 14. –) magyar színművész

## Életpályája
1991–1995 között a debreceni Ady Endre Gimnázium dráma tagozatának tanulója volt. 1995–1996-ban felvételt nyert a Miskolci Egyetem Állam- és Jogtudományi Karára, de 1996-tól már a Színház- és Filmművészeti Főiskola diákjaként 2000-ben végzett a prózai színész szakon, Kerényi Imre osztályában. A prózai és zenés színházi feladatokban egyaránt otthonosan szereplő fiatal művészként 2000-ben szerződött a Pesti Magyar Színház társulatához.
Játszott, vendégszerepelt a Pesti Színházban, a Madách Színházban, a PS Produkció előadásaiban, Tatabányán a Jászai Mari Színházban, a Vidám Színpadon és a Budaörsi Játékszínben is.
Színházi szerepei mellett látható filmekben és szinkronizál.

## Díjai, elismerései
- Főnix díj, férfi főszereplő (Arzén és Levendula - Mortimer, 2010)
- Agárdy-emléklánc (2012)
- Farkas–Ratkó-díj (2015)[2]
- Főnix díj, férfi főszereplő (Sugar Van aki forrón szereti - Jerry (Daphne), 2016)[3]
- Viva la Musical! Arany Kotta Díj 2016 második hely, legjobb musicalszínész kategóriában (Sugar, Van aki forrón szereti, 2016)[4]
- Főnix díj, férfi főszereplő (Hosszú – Valahol Európában, 2017)[5]

További elismerései
- Aranyérem - úszás 50 gyors 2. korcsoport; II. helyezés serleg - kosárlabda csapat – OlimpiART színészolimpia (2014)[6][7]

## Színházi szerepei
| \| Szerző \| A darab címe \| Bemutató dátuma \| S z í n h á z \| Játszott szerep \| \| --------------------------------------------------------------------------------------------------------------------------------------------------------- \| --------------------------------------------------- \| --------------- \| ------------------------------------------------------- \| ------------------------------------------------------------------- \| \| Moisés Kaufman \| A nagy szemérmetlenség avagy Oscar Wilde három pere \| 1999. \| Pesti Színház \| Lord Alfred Douglas \| \| Madách Imre \| Az ember tragédiája \| 1999. \| Madách Színház \| Az első Ádám \| \| Anton Pavlovics Csehov \| Platonov \| 1999. \| Színház- és Filmművészeti Főiskola Ódry Színpad, Padlás \| Glagoljev \| \| Jean Genet \| Para/vánok/ \| 2000. \| Színház- és Filmművészeti Egyetem Ódry Színpad, Aula \| \| \| Németh Ákos \| Müller táncosai \| 2000. \| Színház- és Filmművészeti Egyetem Ódry Színpad \| Menedzser \| \| Müller Péter \| Lugosi (a vámpír árnyéka) \| 2000. \| Madách Színház \| Beteg \| \| Georges Feydeau \| Bolha a fülbe \| 2000. \| Színház- és Filmművészeti Egyetem Ódry Színpad \| Étienne \| \| Vörösmarty Mihály \| Csongor és Tünde \| 2000. \| Magyar Színház \| Berreh \| \| \| 'Budapesti kalauz Marslakók számára' \| 1998. \| Színház- és Filmművészeti Főiskola Ódry Színpad \| \| \| William Shakespeare \| A makrancos Kata \| 2001. \| Gyulai Várszínház \| \| \| Prosper Merimée, Alekszandr Puskin, Georges Bizet, Henri Meilhac, Ludovic Halévy, spanyol folklór elemek \| Carmen \| 2001. \| Magyar Színház \| Remendado \| \| William Shakespeare \| Romeo és Júlia \| 2002. \| Jászai Mari Színház \| Paris \| \| Vaszary Gábor \| Az ördög nem alszik \| 2002. \| Vidám Színpad \| Tibor \| \| William Shakespeare \| Vízkereszt, vagy amit akartok \| 2002. \| Magyar Színház \| Fábián \| \| Csukás István \| Utazás a szempillám mögött \| 2003. \| Magyar Színház \| Második seregély, Második nyúl \| \| Martos Ferenc, Bakonyi Károly \| Bob herceg \| 2003. \| Magyar Színház \| Pickwick, kocsmáros \| \| Edmond Rostand, Tom Jones \| A fantasztikusok \| 2004. \| Magyar Színház Sinkovits Imre Színpad \| A néma \| \| William Shakespeare \| A windsori víg nők \| 2004. \| Magyar Színház \| Kence, Keszeg szolgája \| \| Hector Crémieux, Ludovic Halévy \| Orfeusz az alvilágban \| 2005. \| Magyar Színház \| Tantus, a rendőrök istene \| \| Molière \| Scapin furfangjai \| 2005. \| Békéscsaba Városházi Esték \| Leander, egyik hősszerepben \| \| Schwajda György, Rejtő Jenő \| A néma revolverek városa \| 2005. \| Magyar Színház \| Detektív, őr, 1. cowboy \| \| Molière \| Tartuffe \| 2006. \| Magyar Színház \| Rendőrhadnagy \| \| Valla Attila, Szikora Róbert, (rajzfilm: Nepp József, Ternovszky Béla) \| Macskafogó \| 2006. \| Magyar Színház \| Buddy \| \| Hubay Miklós \| Késdobálók \| 2006. \| Gózon Gyula Kamaraszínház \| Imre \| \| Tamási Áron, Pozsgai Zsolt \| Ábel \| 2007. \| Magyar Színház \| János, városi munkás \| \| Michael Kunze, Roman Polanski, Jim Steinmann \| Vámpírok bálja \| 2007. \| PS Produkció - Magyar Színház \| Chagal \| \| Szigligeti Ede \| Liliomfi \| 2007. \| Magyar Színház \| Gyuri pincér \| \| Georges Feydeau \| Fel is út, le is út \| 2008. \| Magyar Színház \| Bois-d'Enghien \| \| Bertolt Brecht \| A szecsuáni jó ember \| 2009. \| Magyar Színház \| Munkanélküli \| \| Caryl Churchill \| Hetedik mennyország \| 2009. \| K.V. Társulat - Mu Színház, Kávézó \| Joshua, Clive néger szolgája - fehér bőrű színész játssza \| \| Edmond Rostand \| Cyrano de Bergerac \| 2009. \| Magyar Színház \| Gascogne-i legény \| \| Joseph Kesselring \| Arzén és levendula \| 2010. \| Magyar Színház \| Mortimer \| \| Molnár Ferenc \| Liliom \| 2010. \| Pesti Magyar Színház \| Budai rendőr \| \| Tim Rice-Björn Ulvaeus-Benny Andersson \| Sakk \| 2010. \| PS Produkció - Margitszigeti Szabadtéri Színpad \| Walter de Courcy \| \| Federico Fellini (filmforgatókönyv), Neil Simon, Ennio Flaiano, Tullio Pinelli, Zöldi Gergely, Cy Coleman, Dorothy Fields \| Sweet Charity \| 2010. \| Pesti Magyar Színház \| Daddy Brubeck; Herman \| \| Füst Milán \| A feleségem története \| 2010. \| Pesti Magyar Színház \| Dedin \| \| ifj. Alexandre Dumas, Kiss Csaba \| A kaméliás hölgy \| 2010. \| Magyar Színház \| Bertrand \| \| Georges Feydeau \| Osztrigás Mici \| 2011. \| Pesti Magyar Színház \| Marollier, hadnagy (párbajsegéd) \| \| Berg Judit \| Rumini \| 2011. \| Pesti Magyar Színház \| Roland, matróz, Bandi barátja és Nudli \| \| Mark Twain \| Tom Sawyer kalandjai és Huckleberry Finn kalandjai \| 2012. \| Pest Magyar Színház \| Silas bácsi, lelkipásztor; Herceg, mindenre kapható csibész \| \| Georges Feydeau \| Zsákbamacska \| 2013. \| Budaörsi Játékszín \| Lanoix \| \| Lázár Ervin \| A kisfiú meg az oroszlánok \| 2012. \| Pesti Magyar Színház \| Baltazár, cirkuszi mindenes \| \| Kosztolányi Dezső, Réczei Tamás \| Nero, a véres költő \| 2013. \| Pesti Magyar Színház \| Fannius, költő \| \| Szerb Antal, Forgách András \| Holdvilág és utasa \| 2013. \| Magyar Színház - Vasfüggöny mögötti játéktér \| Szepetneki János \| \| Heinrich von Kleist, Tasnádi István \| Közellenség \| 2013. \| Magyar Színház \| Csődör \| \| Ivanyos Ambrus[m 1] \| Vonalhúzás \| 2014. \| Magyar Színház - Sinkovits Imre Színpad \| Szepetneki János \| \| Jeney Zoltán \| Rév Fülöp \| 2014. \| Magyar Színház \| Szólád \| \| William Shakespeare, Kállay Géza \| Macbeth \| 2014. \| Magyar Színház \| Macbeth, Glamis thánja, később Cawdor thánja, később Skócia királya \| \| Astrid Lindgren, Tótfalusi István \| Harisnyás Pippi \| 2015. \| Magyar Színház \| Erőművész; Rendőr; Matróz \| \| Arnold Wesker \| A konyha \| 2015. \| Magyar Színház \| Hans \| \| Carlo Goldoni, Török Tamara \| Chioggiai csetepaté \| 2015. \| Magyar Színház \| Szolga \| \| Richard Rodgers, Oscar Hammerstein, Howard Lindsay, Russel Crouse, Maria Augusta von Trapp, Bátki Mihály, Fábri Péter \| A muzsika hangja \| 2015. \| Magyar Színház \| Franz, az inas \| \| I.A.L. Diamond, Robert Thoeren, Peter Stone, Billy Wilder, Bátki Mihály (fordító), Miklós Tibor (versfordító), Jule Styne, Bob Merrill, Topolcsányi Laura \| Van, aki forrón szereti \| 2016. \| Magyar Színház \| Jerry (Daphne) \| \| Dobozy Imre \| A tizedes meg a többiek \| 2016. \| Magyar Színház \| Suhajda; Szovjet százados \| \| Tim Rice, Romhányi Ágnes, Benny Andersson, Björn Ulvaeus \| Sakk (musical) \| 2010. \| PS Produkció - Magyar Színház \| Walter de Courcy \| \| Böhm György, Korcsmáros György, Horváth Péter, Radványi Géza, Balázs Béla, Dés László \| Valahol Európában \| 2016. \| Magyar Színház \| Hosszú \| \| Molière \| A fösvény \| 2017. \| Pesti Magyar Színház \| Valere, Anselme fia, Èlise szerelmese \| \| Jon Fosse, Deres Péter \| Alvás \| 2017. \| Pesti Magyar Színház - Vasfüggöny mögötti játéktér \| A férfi \| \| Johnny K. Palmer, Buzás Mihály, Paso Doble, Kirády Attila, Szente Vajk \| SunCity – a Holnap Tali!-musical \| 2017 \| Pesti Magyar Színház \| Döme \| \| Tim Firth \| Naptárlányok \| 2017 \| Pesti Magyar Színház \| Lawrence \| \| Tasnádi Csaba \| Időfutár \| 2018 \| Pesti Magyar Színház \| Schikaneder \| \| Háy János \| Utánképzés ittas vezetőknek \| 2018 \| Pesti Magyar Színház \| Márió, volt húskereskedő \| \| \| Tündér Lala \| 2018 \| Pesti Magyar Színház \| Aterpater \| \| Carlo Collodi, Deres Péter, Vidovszky György \| PIN:okkio \| 2019 \| Pesti Magyar Színház \| Drakon \| \| Dennis Martin \| A kincses sziget \| 2019 \| Pesti Magyar Színház \| Silver\\|Sam Osbourne \| \| Lionel Bart \| Oliverǃ \| 2022 \| Pesti Magyar Színház \| Bill Sikes \| \| Kevin Del Aguila, George Noriega, Joel Someillan \| Madagaszkár \| 2022 \| Pesti Magyar Színház \| Alex, az oroszlán \| |                                                     |                 |                                                         |                                                                     |
| Szerző | A darab címe                                        | Bemutató dátuma | S z í n h á z                                           | Játszott szerep                                                     |
| Moisés Kaufman | A nagy szemérmetlenség avagy Oscar Wilde három pere | 1999.           | Pesti Színház                                           | Lord Alfred Douglas                                                 |
| Madách Imre | Az ember tragédiája                                 | 1999.           | Madách Színház                                          | Az első Ádám                                                        |
| Anton Pavlovics Csehov | Platonov                                            | 1999.           | Színház- és Filmművészeti Főiskola Ódry Színpad, Padlás | Glagoljev                                                           |
| Jean Genet | Para/vánok/                                         | 2000.           | Színház- és Filmművészeti Egyetem Ódry Színpad, Aula    |                                                                     |
| Németh Ákos | Müller táncosai                                     | 2000.           | Színház- és Filmművészeti Egyetem Ódry Színpad          | Menedzser                                                           |
| Müller Péter | Lugosi (a vámpír árnyéka)                           | 2000.           | Madách Színház                                          | Beteg                                                               |
| Georges Feydeau | Bolha a fülbe                                       | 2000.           | Színház- és Filmművészeti Egyetem Ódry Színpad          | Étienne                                                             |
| Vörösmarty Mihály | Csongor és Tünde                                    | 2000.           | Magyar Színház                                          | Berreh                                                              |
| | 'Budapesti kalauz Marslakók számára'                | 1998.           | Színház- és Filmművészeti Főiskola Ódry Színpad         |                                                                     |
| William Shakespeare | A makrancos Kata                                    | 2001.           | Gyulai Várszínház                                       |                                                                     |
| Prosper Merimée, Alekszandr Puskin, Georges Bizet, Henri Meilhac, Ludovic Halévy, spanyol folklór elemek | Carmen                                              | 2001.           | Magyar Színház                                          | Remendado                                                           |
| William Shakespeare | Romeo és Júlia                                      | 2002.           | Jászai Mari Színház                                     | Paris                                                               |
| Vaszary Gábor | Az ördög nem alszik                                 | 2002.           | Vidám Színpad                                           | Tibor                                                               |
| William Shakespeare | Vízkereszt, vagy amit akartok                       | 2002.           | Magyar Színház                                          | Fábián                                                              |
| Csukás István | Utazás a szempillám mögött                          | 2003.           | Magyar Színház                                          | Második seregély, Második nyúl                                      |
| Martos Ferenc, Bakonyi Károly | Bob herceg                                          | 2003.           | Magyar Színház                                          | Pickwick, kocsmáros                                                 |
| Edmond Rostand, Tom Jones | A fantasztikusok                                    | 2004.           | Magyar Színház Sinkovits Imre Színpad                   | A néma                                                              |
| William Shakespeare | A windsori víg nők                                  | 2004.           | Magyar Színház                                          | Kence, Keszeg szolgája                                              |
| Hector Crémieux, Ludovic Halévy | Orfeusz az alvilágban                               | 2005.           | Magyar Színház                                          | Tantus, a rendőrök istene                                           |
| Molière | Scapin furfangjai                                   | 2005.           | Békéscsaba Városházi Esték                              | Leander, egyik hősszerepben                                         |
| Schwajda György, Rejtő Jenő | A néma revolverek városa                            | 2005.           | Magyar Színház                                          | Detektív, őr, 1. cowboy                                             |
| Molière | Tartuffe                                            | 2006.           | Magyar Színház                                          | Rendőrhadnagy                                                       |
| Valla Attila, Szikora Róbert, (rajzfilm: Nepp József, Ternovszky Béla) | Macskafogó                                          | 2006.           | Magyar Színház                                          | Buddy                                                               |
| Hubay Miklós | Késdobálók                                          | 2006.           | Gózon Gyula Kamaraszínház                               | Imre                                                                |
| Tamási Áron, Pozsgai Zsolt | Ábel                                                | 2007.           | Magyar Színház                                          | János, városi munkás                                                |
| Michael Kunze, Roman Polanski, Jim Steinmann | Vámpírok bálja                                      | 2007.           | PS Produkció - Magyar Színház                           | Chagal                                                              |
| Szigligeti Ede | Liliomfi                                            | 2007.           | Magyar Színház                                          | Gyuri pincér                                                        |
| Georges Feydeau | Fel is út, le is út                                 | 2008.           | Magyar Színház                                          | Bois-d'Enghien                                                      |
| Bertolt Brecht | A szecsuáni jó ember                                | 2009.           | Magyar Színház                                          | Munkanélküli                                                        |
| Caryl Churchill | Hetedik mennyország                                 | 2009.           | K.V. Társulat - Mu Színház, Kávézó                      | Joshua, Clive néger szolgája - fehér bőrű színész játssza           |
| Edmond Rostand | Cyrano de Bergerac                                  | 2009.           | Magyar Színház                                          | Gascogne-i legény                                                   |
| Joseph Kesselring | Arzén és levendula                                  | 2010.           | Magyar Színház                                          | Mortimer                                                            |
| Molnár Ferenc | Liliom                                              | 2010.           | Pesti Magyar Színház                                    | Budai rendőr                                                        |
| Tim Rice-Björn Ulvaeus-Benny Andersson | Sakk                                                | 2010.           | PS Produkció - Margitszigeti Szabadtéri Színpad         | Walter de Courcy                                                    |
| Federico Fellini (filmforgatókönyv), Neil Simon, Ennio Flaiano, Tullio Pinelli, Zöldi Gergely, Cy Coleman, Dorothy Fields | Sweet Charity                                       | 2010.           | Pesti Magyar Színház                                    | Daddy Brubeck; Herman                                               |
| Füst Milán | A feleségem története                               | 2010.           | Pesti Magyar Színház                                    | Dedin                                                               |
| ifj. Alexandre Dumas, Kiss Csaba | A kaméliás hölgy                                    | 2010.           | Magyar Színház                                          | Bertrand                                                            |
| Georges Feydeau | Osztrigás Mici                                      | 2011.           | Pesti Magyar Színház                                    | Marollier, hadnagy (párbajsegéd)                                    |
| Berg Judit | Rumini                                              | 2011.           | Pesti Magyar Színház                                    | Roland, matróz, Bandi barátja és Nudli                              |
| Mark Twain | Tom Sawyer kalandjai és Huckleberry Finn kalandjai  | 2012.           | Pest Magyar Színház                                     | Silas bácsi, lelkipásztor; Herceg, mindenre kapható csibész         |
| Georges Feydeau | Zsákbamacska                                        | 2013.           | Budaörsi Játékszín                                      | Lanoix                                                              |
| Lázár Ervin | A kisfiú meg az oroszlánok                          | 2012.           | Pesti Magyar Színház                                    | Baltazár, cirkuszi mindenes                                         |
| Kosztolányi Dezső, Réczei Tamás | Nero, a véres költő                                 | 2013.           | Pesti Magyar Színház                                    | Fannius, költő                                                      |
| Szerb Antal, Forgách András | Holdvilág és utasa                                  | 2013.           | Magyar Színház - Vasfüggöny mögötti játéktér            | Szepetneki János                                                    |
| Heinrich von Kleist, Tasnádi István | Közellenség                                         | 2013.           | Magyar Színház                                          | Csődör                                                              |
| Ivanyos Ambrus | Vonalhúzás                                          | 2014.           | Magyar Színház - Sinkovits Imre Színpad                 | Szepetneki János                                                    |
| Jeney Zoltán | Rév Fülöp                                           | 2014.           | Magyar Színház                                          | Szólád                                                              |
| William Shakespeare, Kállay Géza | Macbeth                                             | 2014.           | Magyar Színház                                          | Macbeth, Glamis thánja, később Cawdor thánja, később Skócia királya |
| Astrid Lindgren, Tótfalusi István | Harisnyás Pippi                                     | 2015.           | Magyar Színház                                          | Erőművész; Rendőr; Matróz                                           |
| Arnold Wesker | A konyha                                            | 2015.           | Magyar Színház                                          | Hans                                                                |
| Carlo Goldoni, Török Tamara | Chioggiai csetepaté                                 | 2015.           | Magyar Színház                                          | Szolga                                                              |
| Richard Rodgers, Oscar Hammerstein, Howard Lindsay, Russel Crouse, Maria Augusta von Trapp, Bátki Mihály, Fábri Péter | A muzsika hangja                                    | 2015.           | Magyar Színház                                          | Franz, az inas                                                      |
| I.A.L. Diamond, Robert Thoeren, Peter Stone, Billy Wilder, Bátki Mihály (fordító), Miklós Tibor (versfordító), Jule Styne, Bob Merrill, Topolcsányi Laura | Van, aki forrón szereti                             | 2016.           | Magyar Színház                                          | Jerry (Daphne)                                                      |
| Dobozy Imre | A tizedes meg a többiek                             | 2016.           | Magyar Színház                                          | Suhajda; Szovjet százados                                           |
| Tim Rice, Romhányi Ágnes, Benny Andersson, Björn Ulvaeus | Sakk (musical)                                      | 2010.           | PS Produkció - Magyar Színház                           | Walter de Courcy                                                    |
| Böhm György, Korcsmáros György, Horváth Péter, Radványi Géza, Balázs Béla, Dés László | Valahol Európában                                   | 2016.           | Magyar Színház                                          | Hosszú                                                              |
| Molière | A fösvény                                           | 2017.           | Pesti Magyar Színház                                    | Valere, Anselme fia, Èlise szerelmese                               |
| Jon Fosse, Deres Péter | Alvás                                               | 2017.           | Pesti Magyar Színház - Vasfüggöny mögötti játéktér      | A férfi                                                             |
| Johnny K. Palmer, Buzás Mihály, Paso Doble, Kirády Attila, Szente Vajk | SunCity – a Holnap Tali!-musical                    | 2017            | Pesti Magyar Színház                                    | Döme                                                                |
| Tim Firth | Naptárlányok                                        | 2017            | Pesti Magyar Színház                                    | Lawrence                                                            |
| Tasnádi Csaba | Időfutár                                            | 2018            | Pesti Magyar Színház                                    | Schikaneder                                                         |
| Háy János | Utánképzés ittas vezetőknek                         | 2018            | Pesti Magyar Színház                                    | Márió, volt húskereskedő                                            |
| | Tündér Lala                                         | 2018            | Pesti Magyar Színház                                    | Aterpater                                                           |
| Carlo Collodi, Deres Péter, Vidovszky György | PIN:okkio                                           | 2019            | Pesti Magyar Színház                                    | Drakon                                                              |
| Dennis Martin | A kincses sziget                                    | 2019            | Pesti Magyar Színház                                    | Silver\|Sam Osbourne                                                |
| Lionel Bart | Oliverǃ                                             | 2022            | Pesti Magyar Színház                                    | Bill Sikes                                                          |
| Kevin Del Aguila, George Noriega, Joel Someillan | Madagaszkár                                         | 2022            | Pesti Magyar Színház                                    | Alex, az oroszlán                                                   |

| \| Szerző \| A darab címe \| Bemutató dátuma \| S z í n h á z \| Játszott szerep \| \| ----------------------------- \| ------------- \| --------------- \| --------------------------------------- \| --------------- \| \| Miklós Tibor, Várkonyi Mátyás \| Sztárcsinálók \| 2020. \| PS Produkció - UP Újpesti Rendezvénytér \| Seneca[12] \| |               |                 |                                         |                 |
| Szerző | A darab címe  | Bemutató dátuma | S z í n h á z                           | Játszott szerep |
| Miklós Tibor, Várkonyi Mátyás | Sztárcsinálók | 2020.           | PS Produkció - UP Újpesti Rendezvénytér | Seneca          |

### Jelenleg játszott szerepei
Az utolsó módosítás ebben a szakaszban:  2020. február 15., 18:18 (CET)
A Pesti Magyar Színházban:
- Astrid Lindgren, Tótfalusi István: Harisnyás Pippi - ERŐMŰVÉSZ, RENDŐR, MATRÓZ
- Richard Rodgers, Oscar Hammerstein, Howard Lindsay, Russel Crouse, Maria Augusta von Trapp, Bátki Mihály, Fábri Péter: A muzsika hangja - FRANZ, az inas
- Dés László, Nemes István, Böhm György, Korcsmáros György, Horváth Péter, Radványi Géza, Balázs Béla: Valahol Európában - HOSSZÚ[13]
- Molière: A fösvény - VALERE Anselme fia, Èlise szerelmese[14]
- Háy János: Utánképzés ittas vezetőknek - MÁRIÓ, volt húskereskedő
- Johnny K. Palmer, Buzás Mihály, Paso Doble, Kirády Attila, Szente Vajk: SunCity - DÖME
- Tim Firth: Naptárlányok - LAWRENCE
- Szabó Magda, Egressy Zoltán: Tündér Lala - ATERPATER
- Vajda Katalin: Legyetek jók, ha tudtok - CIRIFISCHIO
- Gimesi Dóra, Jeli Viktória, Tasnádi István, Vészits Andrea: Időfutár - SCHIKANEDER
- Deres Péter, Vidovszky György: PIN:OKKIO - Drakon

-
- Roman Polański: Vámpírok bálja - CHAGAL
- Tim Rice: Sakk (musical) - Walter de Courcy[15]

Vendégművészként játszott szerepei:
- Miklós Tibor, Várkonyi Mátyás: Sztárcsinálók (UP Újpesti Rendezvénytér)[12]

## Filmes szerepei
- 1999, Kisváros (sorozat) -

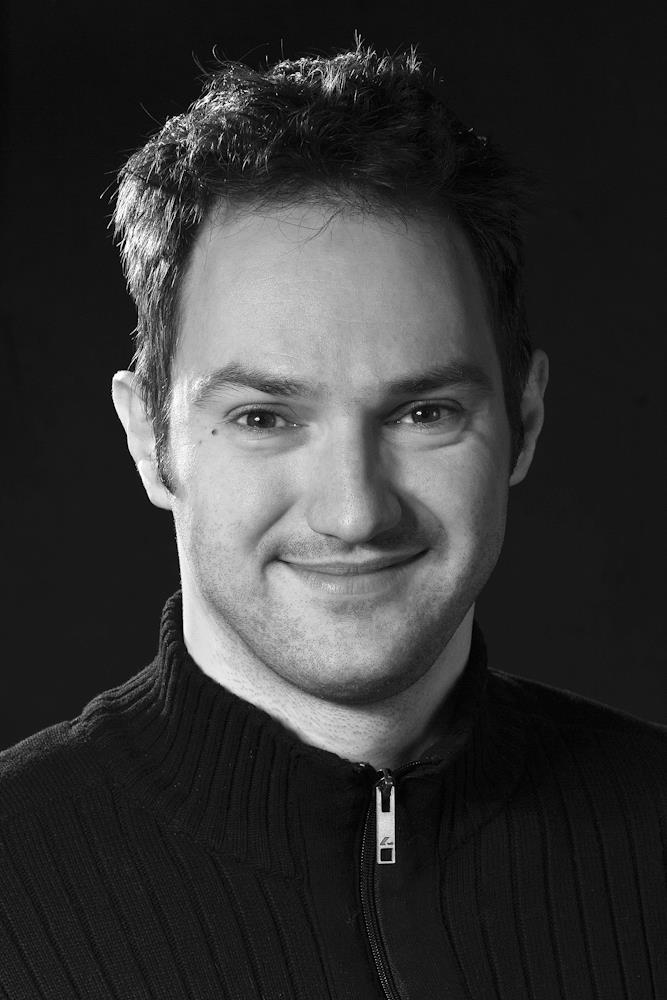
P. Szabó István portréja (2012)

- 2001, Ott vagy még? (rövidfilm) - Fiú
- 2004, Nincs mese -
- 2005, Pasik, London, Szerelem - Waiter
- 2006, Vörös vihar (Joy division) - Szovjet katona
- 2007, Tűzvonalban (sorozat) - Indián
- 2007, Életképek (sorozat) - Miklós (Magdi barátja)
- 2007, Átalakulások (rövidfilm) -
- 2008, Presszó (sorozat) - Krisztián
- 2009, Poligamy - Igazgató
- 2011, Hacktion (sorozat) - Kolozsi[16]
- 2012, Terápia (sorozat) - Gábor
- 2012, Marslakók (sorozat) - Kristóf Árvay
- 2013, Coming out - Richárd
- 2013, Munkaügyek (sorozat) - Ricsi
- 2013–2014, Hacktion: Újratöltve (sorozat) -  Paku Levente[17]
- 2014, Fleming - Rázva, nem keverve(wd) (angol minisorozat) - Kuleshov, orosz hadnagy (1 epizód)
- 2017, Pappa Pia - rendőr
- 2017, 2019, Tóth János (televíziós sorozat) - pénzügyi tanácsadó
- 2016–2018, Holnap Tali! (M5 televíziós sorozat) - Döme tanár úr[18][19][20]
- 2018, X – A rendszerből törölve - irattáros
- 2018, Holnap tali – A premier (film) - Döme tanár úr
- 2019, Jófiúk (televíziós sorozat) - Fenyvesy
- 2019, Seveled - banki ügyintéző
- 2020, Egyszer volt Budán Bödör Gáspár – Férfi a liftnél
- 2021, Keresztanyu - Olasz férfi
- 2022, Oltári történetek – Fekete Félix
- 2022, Hotel Margaret – Manager
- 2022, A Séf meg a többiek – Somorjai Levente
- 2022, Pepe – rendőr
- 2024, …a szomszéd tehene – Béla
- 2024, A mi kis falunk – Rendőr
- 2025, Pokoli rokonok – Sürgősségi orvos

## Szinkronszerepei
- Papás-Babás (The Babymakers, 2012)[21]
- Tökös csávó (Bad Ass, 2012): Shah nyomozó - Frank Maharajh
- Csapda (Snitch, 2013): Thompson ügynök - Jayson Floyd
- Majd újra lesz nyár (How I Live Now, 2013): Hivatalnok a konzulátuson -  Corey Johnson
- Utódlás (Succession, 2018) - Matthew McFayden